# Euparyphium melis
Euparyphium melis (Syn. Isthiophora melis) ist ein in Europa, Asien und Nordamerika im Darm von Raub- und Nagetieren vorkommender Saugwurm. Gelegentlich wird auch der Mensch befallen.
Der Parasit ist farblos, fast transparent. Die Kutikula ist dick, aber relativ weich und trägt im vorderen Bereich kleine Stacheln, die sich bis zum Rand der Saugnäpfe erstrecken und diese rüschenartig umgeben. Die breiteste Stelle ist im Bereich des Bauchsaugnapfs. Das Vorderende trägt 27 kragenartig angeordnete Stacheln, von denen sich 19 in einer geschlossenen Doppelreihe und vier an den Ecken befinden. Erster Zwischenwirt sind Schnecken, zweiter Kaulquappen.